# Panāvandān
Panāvandān (persiska: Panāh Bandān, پناوندان) är en ort i Iran.   Den ligger i provinsen Gilan, i den nordvästra delen av landet, 220 km nordväst om huvudstaden Teheran. Panāvandān ligger 26 meter över havet och antalet invånare är 409.
Terrängen runt Panāvandān är platt åt nordväst, men åt sydost är den kuperad.Runt Panāvandān är det ganska tätbefolkat, med 155 invånare per kvadratkilometer. Närmaste större samhälle är Sangar, 7,7 km nordväst om Panāvandān. I omgivningarna runt Panāvandān växer i huvudsak blandskog.